# Complexo Poliesportivo Pinheirão
O Centro Poliesportivo Pinheirão é um estádio multiuso localizado no município de Curitiba, capital do estado brasileiro do Paraná, que foi propriedade da Federação Paranaense de Futebol, até ser arrematado em leilão judicial no ano de 2012. Encontra-se desativado e será demolido.

## História

### Os primeiros passos
O primeiro plano surgiu em 1948 com a disposição do governador do Paraná, Moysés Lupion para fortalecer o futebol no estado, na época não existia uma praça desportiva de grande porte, junto com a Federação Paranaense de Futebol, Moysés planejava construir um estádio para 180 mil pessoas, o que tornaria o estádio o segundo maior do Brasil, ficando atrás apenas do antigo Maracanã, que tinha capacidade de 200 mil torcedores. Para os que não possuem noção do que é essa capacidade o maior estádio ativo hoje é o Primeiro de Maio Rungrado que fica na Coréia do Norte, com capacidade para 150 mil pessoas ele se torna o maior estádio de todos, o antigo Maracanã tinha essa grande capacidade por conta do estádio não possuir cadeiras e o mesmo aconteceria com o Pinheirão. O projeto inicial apresentava características semelhantes às do atual Ginásio Mineirinho. A construção estava prevista para ocorrer no local onde hoje se encontra a Praça Rui Barbosa, no centro de Curitiba.

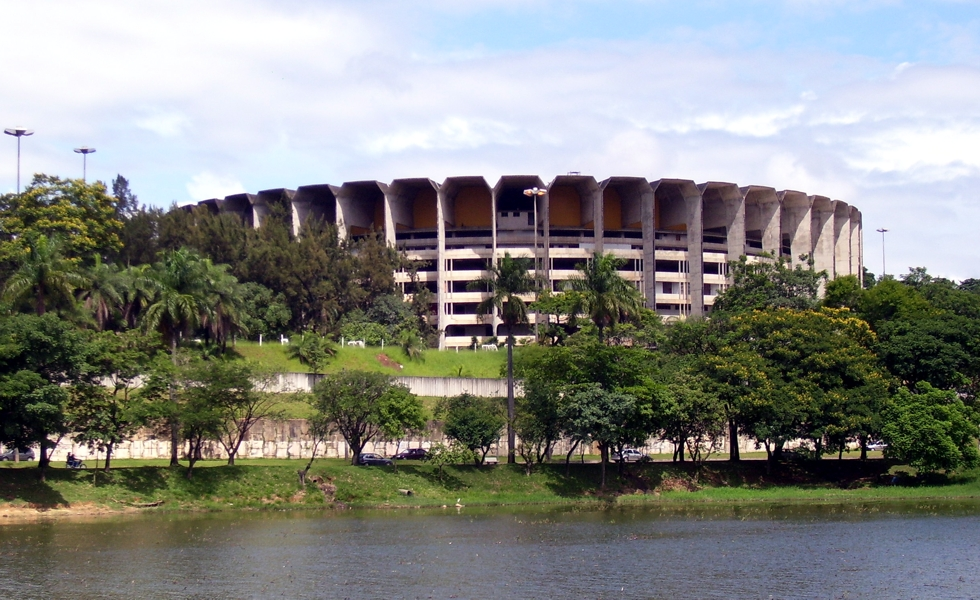
Ginásio Mineirinho.

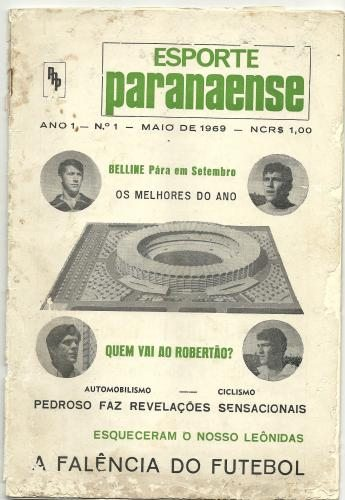
Primeira edição da revista Esporte Paranaense, que estampou o projeto do Pinheirão na capa.

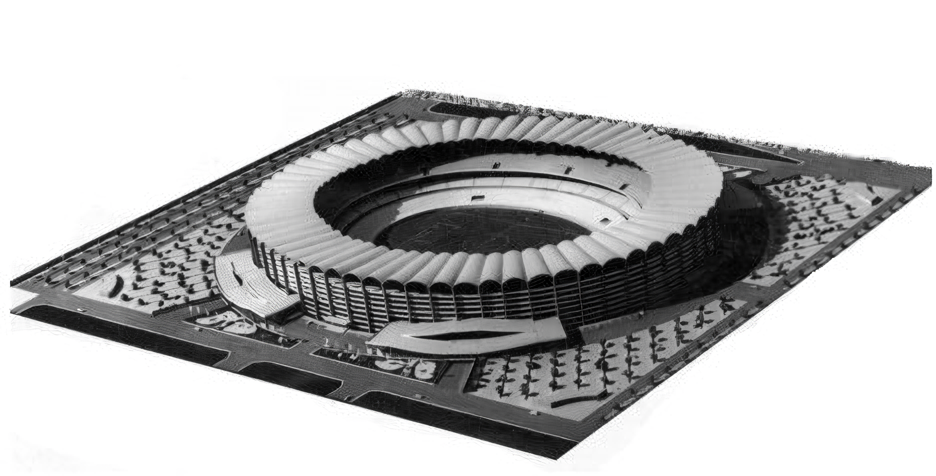
Projeto inicial do Pinheirão feito nos anos 50.

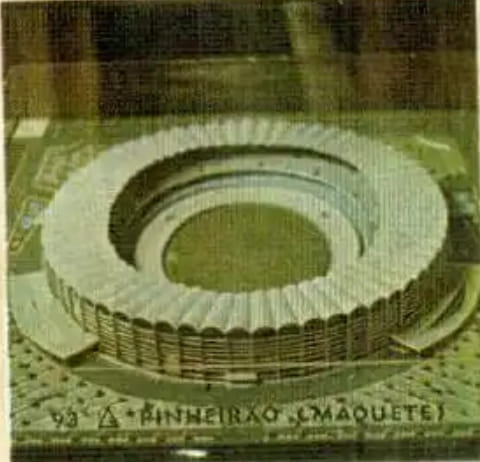
Pinheirão - (Maquete)

#### Um estádio para todos os times e torcidas?
Curitiba desejava um "Estádio Municipal", uma arena que comportasse um grande público, estimado na época em mais de 55 mil pessoas. Durante as décadas de 1950, 1960 e 1970, diversos "Estádios Municipais" foram construídos no Brasil. Esses estádios não pertenciam a clubes de futebol, sendo, em sua maioria, administrados por prefeituras ou governos estaduais. Alguns exemplos marcantes desse período são: 
- Estádio Municipal Paulo Machado de Carvalho (Pacaembu) - São Paulo
- Estádio Jornalista Mário Filho (Maracanã) - Rio de Janeiro
- Estádio Governador Magalhães Pinto (Mineirão) - Minas Gerais
- Estádio Kleber Andrade (Klebão) - Espírito Santo
- Estádio Universitário Pedro Pedrossian (Morenão) - Mato Grosso do Sul
- Estádio José Fragelli (Arena Pantanal / Verdão) - Mato Grosso
- Estádio Serra Dourada - Goiás
- Estádio Nacional de Brasília Mané Garrincha - Distrito Federal
- Estádio Governador João Castelo (Estádio Castelão) - Maranhão
- Estádio Governador Alberto Tavares Silva (Albertão) - Piauí
- Estádio Governador Plácido Castelo (Arena Castelão) - Ceará
- Estádio Marinho Chagas (Arena das Dunas) - Rio Grande do Norte
- Estádio José Américo de Almeida Filho (Almeidão) - Paraíba
- Estádio Governador Carlos Wilson Campos (Arena de Pernambuco) - Pernambuco
- Estádio Rei Pelé (Trapichão) - Alagoas
- Estádio Estadual Lourival Baptista (Arena Batistão) - Sergipe
- Complexo Esportivo Cultural Octávio Mangabeira (Fonte Nova) - Bahia
- Arena da Floresta (Arena Acreana) - Acre
- Estádio Aluízio Ferreira de Oliveira (Aluizão) - Rondônia
- Estádio Vivaldo Lima (Arena da Amazônia / Vivaldão) - Amazonas
- Estádio Estadual Jornalista Edgar Proença (Mangueirão) - Pará
- Estádio Flamarion Vasconcelos (Canarinho) - Roraima
- Estádio Milton de Souza Corrêa (Zerão) - Amapá
- Estádio Leôncio de Souza Miranda (Mirandão) - Tocantins

O estádio seria utilizado por diversos clubes, especialmente pelo Trio de Ferro: Coritiba, Athletico e Ferroviário (atualmente um dos clubes que deram origem ao Paraná Clube).
Ao contrário de outros "Estádios Municipais", o Pinheirão seria o primeiro, e até então único, estádio pertencente a uma Federação de Futebol.

### O segundo passo
O projeto permaneceu engavetado até 1966, quando a ideia foi retomada por José Milani, então presidente da Federação Paranaense de Futebol. O prefeito Omar Sabbag doou uma área de aproximadamente 160.000 metros quadrados, localizada em frente ao Jóquei Clube, no bairro Tarumã.
A retomada do projeto não foi fácil. Milani enfrentou muitas negociações com autoridades, e a execução encontrou diversos obstáculos. O IPPUC tentou vetar o projeto, argumentando que ele prejudicaria o desenvolvimento da região e inviabilizaria o trânsito local.
Finalmente, em 1968, a FPF conseguiu a autorização para o projeto, que foi reavaliado, reestudado, reformulado pelo arquiteto Ayrton Lolô Cornelsen.
A ideia para financiar a construção era vender lugares numerados, camarotes e vagas de estacionamento.
As obras iniciadas em 1968, duraram anos. A drenagem do solo e construção das primeiras arquibancadas iniciaram em 1972 mas paralisadas no mesmo ano no primeiro anel por falta de dinheiro. Times juvenis e de base utilizavam o estádio para treinos e jogos, algumas crianças até invadiam o campo por ser uma praça aberta e com muita falta de segurança. As obras ficaram paralisadas por 13 anos até 1985...
Com Onaireves Moura, novo presidente da FPF, finalmente o Pinheirão foi parcialmente finalizado em 3 meses, de Março a Junho, é inaugurado um modesto estádio com capacidade de 44 mil pessoas. 

### Inauguração
A inauguração ocorreu dia 15 de junho de 1985, no jogo disputado entre a Seleção Paranaense e a Seleção Catarinense, com o resultado final de 3x1 para a equipe visitante. Um ano depois, ganhou um moderno sistema de iluminação.
Nos anos de 1996 e 1997, o Pinheirão recebeu uma moderna pista de atletismo e as gerais da arquibancada foram transformadas em pista de ciclismo.

### Centro poliesportivo
Apenas em 1989, o Pinheirão começou a tomar sua forma definitiva, com a criação de um conselho de construção. Com a ajuda de empresários, nesta mesma época, o estádio ganha o setor das sociais (segundo anel) e sua capacidade passa a ser 54 mil espectadores, público oficialmente nunca atingido.

### Era atleticana
Entre os anos de 1985 e 1992, o Pinheirão foi a casa do Clube Atlético Paranaense, que alugava o estádio.
Em 1993, o clube retornou à sua casa, o Estádio Joaquim Américo Guimarães a Arena da Baixada.

### Era paranista
Entre o final da década de 1990 e início do século XXI, o estádio foi a casa do Paraná Clube, que alugava o estádio. Durante este período, a Federação Paranaense de Futebol efetuou grande reforma na estrutura, avançando as arquibancadas cerca de 20 metros em direção ao campo, além da elevação em cerca de 2 metros, em relação as arquibancadas antigas. Como o Paraná Clube mandava seus jogos neste estádio, após a reforma as arquibancadas ganharam as cores paranistas. Sua última partida no estádio foi no dia 9 de Abril de 2006 contra o Adap Campo Mourão na final do campeonato paranaense de 2006, logo após isso o Paraná voltou a utilizar a Vila Capanema e a Vila Olímpica por conta de dívidas com o estádio do Pinheirão.

### Recorde de público

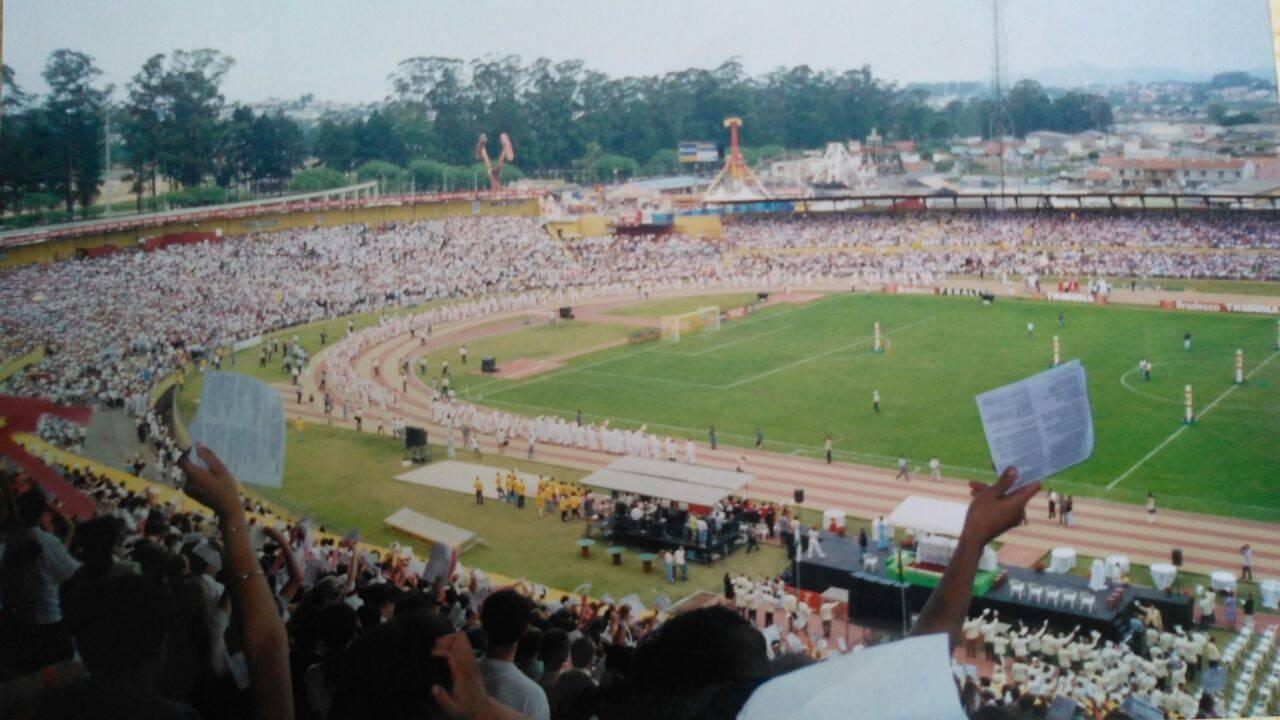
Foto do recorde de público no Pinheirão

Uma crisma coletiva de 12 mil jovens de 145 paróquias, em 29 de novembro de 1998, reuniu 65 mil pessoas no Pinheirão. Com o uso do gramado para acomodar os católicos, o evento superou a capacidade máxima de jogos de futebol.

## Projetos
Havia a possibilidade do estádio ser utilizado na Copa do Mundo de 2014, mas a Arena da Baixada acabou sendo a escolhida.
Vários projetos foram apresentados pelo então presidente da Federação Paranaense de Futebol, para a modernização e reforma do complexo esportivo, mas a falta de interesse público e de investidores, aliados as inúmeras dívidas da FPF, inviabilizaram a ideia.
No dia 30 de maio de 2007, oficiais da 18ª Vara Cível de Curitiba, atendendo a pedido de credores da Federação, lacraram os portões do estádio. Só com a previdência social o valor girava em torno de R$ 22 milhões e com a prefeitura de Curitiba, pelo não recolhimento do IPTU, a cifra superava a casa dos R$ 8 milhões. O Governo Federal tentou receber esta dívida, através de um leilão realizado em setembro de 2007, mas a Federação Paranaense de Futebol conseguiu a anulação e o Grupo Tacla, que havia arrematado o terreno de 124.553 metros quadrados por R$ 11,2 milhões, não recorreu.
Em 2016 o time de futebol americano Coritiba Crocodiles, queria comprar a área inteira do quarteirão para a construção do novo estádio Croco Stadium mas a ideia não prosseguiu.  
No ano de 2023 a área do bairro Tarumã foi finalmente vendida, a possível ideia é de fazer um condomínio, não se sabe se ainda foi confirmado.

## Fim da era
A última partida ocorreu no dia 11 de março de 2007, quando o Cianorte venceu o J. Malucelli por 2 a 1, pelo Campeonato Paranaense.
Em 28 de junho 2012 o estádio foi novamente leiloado, sendo arrematado pelo empresário João Destro, do ramo atacadista, pelo valor de R$ 57,5 milhões, mas desta vez a Federação Paranaense de Futebol não conseguiu anular o ato.
No ano de 2023 a área do bairro Tarumã foi finalmente vendida, a possível ideia é de fazer um condomínio, não se sabe se ainda foi confirmado.
Pinheirão será Transformado em um Moderno Centro de Eventos e Convenções 

## importantes
Os jogos de maior importância do Pinheirão foram amistosos e um jogo oficial da Seleção Brasileira de Futebol, finais de campeonato e alguns jogos internacionais.
| Ano  | Status da partida     | Equipe #1 | Placar | Equipe #2 |
| ---- | --------------------- | --------- | ------ | --------- |
| 1986 | Amistoso              | Brasil    | 1 – 1  | Chile     |
| 1991 | Amistoso              | Brasil    | 1 – 1  | Argentina |
| 1996 | Amistoso              | Brasil    | 2 – 0  | Camarões  |
| 2003 | Eliminatórias da Copa | Brasil    | 3 – 3  | Uruguai   |